# Friedrich Casimir von Botzheim

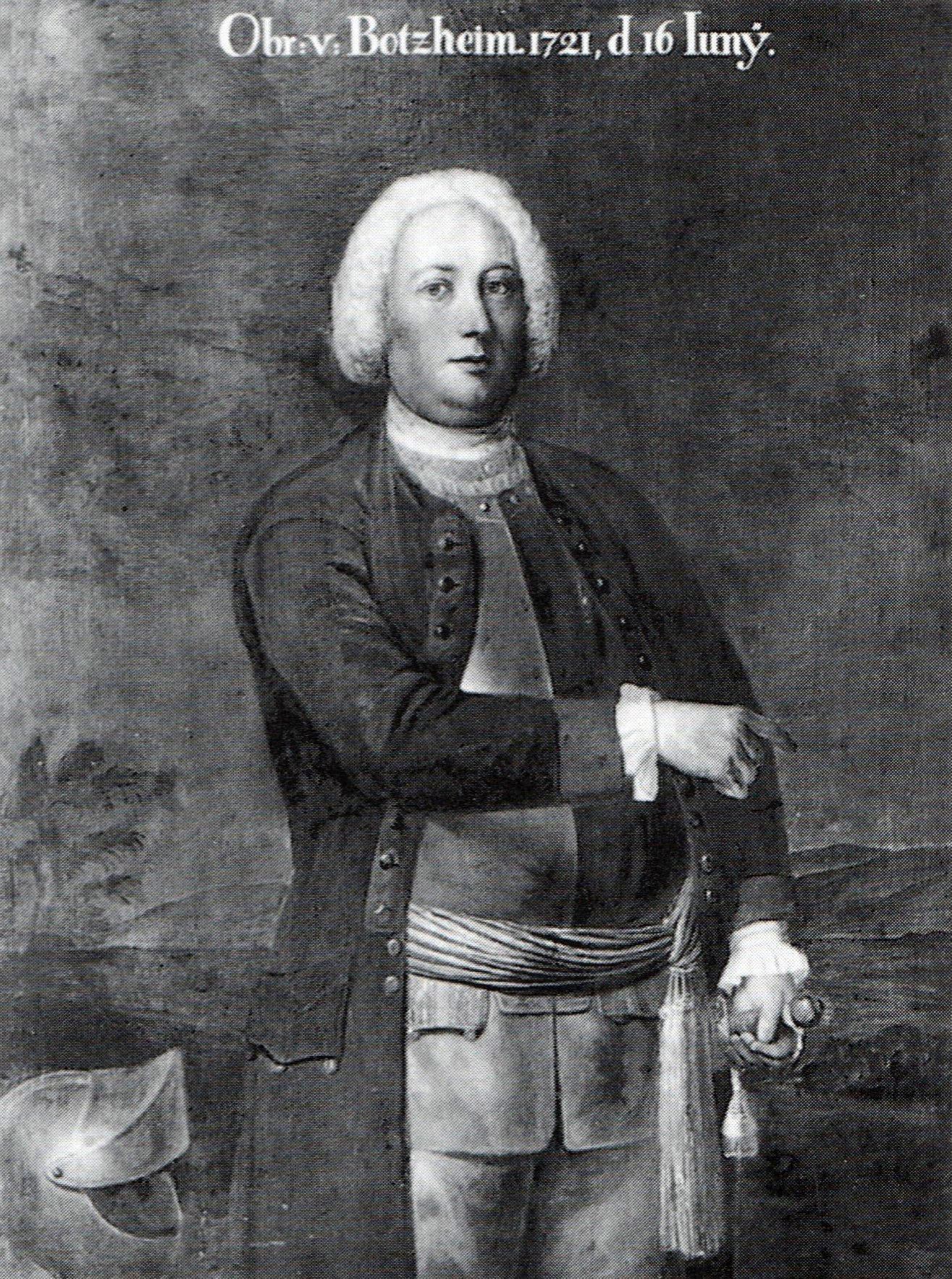
Friedrich Casimir von Botzheim als Oberst.

Friedrich Casimir von Botzheim (* 15. Oktober 1672 in Kurland; † 15. Juli 1737 in Stettin) war ein preußischer Generalmajor und Chef des Infanterieregiments Nr. 7.

## Leben

### Herkunft
Friedrich Casimir entstammt dem Elsässer Adelsgeschlecht Botzheim. Er war der Sohn von Johann Casimir von Botzheim (* 8. Juli 1634 in Meisenheim; † 10. Februar 1705 in Kurland) und dessen Ehefrau Katharina, geborene von Tyszkiewicz. Sein Vater war kurpfälzischer und kurländischer Kammerjunker sowie kurländischer Hofmarschall.

### Militärkarriere
Botzheim war ab 1687 Page bei Dorothea von Brandenburg und wurde 1693 als Fähnrich beim Bataillon „von Sydow“ angestellt. Während des Feldzuges 1693/96 kämpfte er in Ungarn in den Schlachten von Peterwardein, Warasdin und Zenta und bei der Belagerung von Belgrad gegen die Türken.
Im Spanischen Erbfolgekrieg kämpfte er in Brabant in den Schlachten von St. Löwen,
Ramillies, Oudenaarde, Winnendael und Hunslot. Zudem nahm er an der Belagerung von Kaiserswerth, Roermond, Venlo, Reineberg, Belagerung von Bonn, Melin und Saint-Venant teil.
Am 13. April 1709 war er bereits Major im Infanterieregiment „Grumbkow“. Während des Pommernfeldzuges 1715/16 kämpfte er vor Stralsund und wurde dort verwundet. Am 14. November 1715 wurde er Oberstleutnant und am 16. Juni 1721 Oberst. 1734 erhielt er das Kommando über das Infanterieregiment „Markgraf Christian Ludwig“ Nr. 7.
Er starb 1737 als Generalmajor.

### Familie
Er war mit Maria Salome Pawel von Rammingen verheiratet und hatte keine Nachkommen.